# Haemogregarina torpedinis
Haemogregarina torpedinis is een soort in de taxonomische indeling van de Myzozoa, een stam van microscopische parasitaire dieren. Het organisme komt uit het geslacht Haemogregarina en behoort tot de familie Haemogregarinidae. Haemogregarina torpedinis werd in 1909 ontdekt door Neumann.